# Öringtjärnen (Vemdalens socken, Härjedalen)
Öringtjärnen är en sjö i Härjedalens kommun i Härjedalen och ingår i Ljusnans huvudavrinningsområde.